# Alfa Demmellash
Alfa Demmellash (née en 1979-1980) est une entrepreneure éthiopienne et la PDG de l'organisation à but non lucratif Rising Tide Capital. Demmellash travaille pour soutenir les entrepreneurs des communautés défavorisées. Elle a été honorée par le Forum économique mondial, les Heinz Awards et CNN .

## Enfance et éducation
Demmellash est née en Éthiopie. À l'âge de deux ans seulement, elle perd deux de ses frères et sœurs dans une guerre civile et sa mère fuit le pays. Demmellash déménage près de la maison de ses grands-parents où elle fréquente une école Montessori. Sa mère voyage à travers le Kenya et se retrouve finalement aux États-Unis, où elle travaille pour gagner suffisamment d'argent pour faire venir Alfa aux États-Unis également. Le jour, la mère de Demmellash travaille comme serveuse et la nuit, elle est couturière, créant des vêtements d'inspiration éthiopienne. Finalement, elle gagne assez d'argent et, à l'âge de 12 ans, Demmellash déménage à Boston. Demmellash est étudiante de premier cycle à l'Université Harvard, où elle se spécialise en politique, tout en s'impliquant dans les associations d'étudiants africains de Harvard. Alors qu'elle est à Harvard, Demmellash rencontre Alex Forrester, un natif du New Jersey avec qui elle partage ses préoccupations concernant la pauvreté urbaine.

## Carrière
Après avoir obtenu son diplôme, Demmellash emménage dans le New Jersey, où elle crée Rising Tide Capital en 2004. Demmellash voyage dans Camden et Newark où elle interagit avec des membres de la communauté et des innovateurs. Rising Tide Capital cherchait à fournir un capital social, de connaissances et financier aux communautés de couleur. Ils créent une Community Business Academy, qui offre une formation intense aux personnes à revenu faible ou modéré.
En 2020, Demmellash et son mari, Alex Forrester, reçoivent le 25e prix annuel Heinz en technologie, économie et emploi, pour leur travail « pour transformer des vies et des communautés en offrant aux entrepreneurs qui n'ont pas accès aux services et aux ressources la formation commerciale, le mentorat, et l'accès financier nécessaire pour lancer et gérer avec succès leurs propres petites entreprises, ».

## Prix et distinctions
- 2009 Héros CNN[7]
- 2012 Forbes Les femmes les plus influentes qui changent le monde grâce à la philanthropie[8]
- 2015 Young Global Leaders du Forum économique mondial[9]
- 2020 25e prix annuel Heinz en technologie, économie et emploi[10]

## Vie privée
Demmellash est mariée à son partenaire commercial, Alex Forrester, avec qui elle a deux enfants. Ses efforts ont été reconnus par Barack Obama dans un discours à la Maison Blanche.